# Логунов, Александр Никитич
Александр Никитич Логунов (1926—1968) — участник Великой Отечественной войны, наводчик противотанкового ружья 490-го стрелкового полка 192-й стрелковой дивизии 39-й армии 3-го Белорусского фронта, рядовой. Герой Советского Союза.

## Биография
Родился 10 сентября 1926 года в деревне Качипова ныне Тобольского района Тюменской области, в крестьянской семье.
В 1938 году закончил четыре класса сельской школы и пошёл работать в колхоз «Красное знамя» — пас овец, помогал отцу, который был бригадиром в колхозе.
После гибели в бою отца в 1941 году, Александр несколько раз пытался попасть на фронт. До 1943 года трудился на родине в колхозе, а в ноябре 1943 года был призван на военную службу. Первая воинская должность — красноармеец 128-го запасного стрелкового полка 43-й запасной стрелковой дивизии в Красноярском крае. Чуть позже Логунов стал курсантом Таллинского военно-пехотного училища, дислоцировавшегося в то время в Тюмени. С мая 1944 года — наводчик противотанкового ружья на фронтах Великой Отечественной войны. Член ВКП(б)/КПСС с 1944 года.
Боевое крещение принял летом 1944 года в боях за освобождение Белоруссии и Польши. В конце июня на подступах к городу Орша Витебской области огнём из засады он подбил из табельного ПТР сначала вражеский танк, а затем штурмовое орудие, а 15 июля у белорусской деревни Рждановы прицельным выстрелом из противотанкового ружья уничтожил танковый пулемёт противника, обеспечив беспрепятственное продвижение вперёд одной из стрелковых рот. За этот бой Логунов был удостоен своей первой медали «За отвагу». В начале августа в составе разведгруппы принял участие в разгроме вражеского подразделения, оборонявшегося на подступах к польскому городу Сувалки. За эту операцию он был награждён второй медалью «За отвагу».
18 октября 1944 года уже на территории Восточной Пруссии (ныне окрестности деревни Глобеле Шакейского района Литвы) участвовал в ликвидации прорыва вражеской мотоколонны к мосту через реку Шешупе. Ночью вырыл пять окопов, готовясь к предстоящему бою. Вскоре по понтонному мосту через реку двинулись двенадцать вражеских танков. В этом бою меткими выстрелами из ПТР он подбил пять танков из двенадцати. Оставшиеся бронированные машины откатились на другой берег и оттуда вели огонь. Логунов был тяжело ранен, трое суток находился без сознания, пока его не эвакуировали в госпиталь.
Звания Героя Советского Союза был удостоен Указом Президиума Верховного Совета СССР от 24 марта 1945 года.
Летом 1945 года Логунов вернулся на родину. С октября 1945 года и вплоть до демобилизации в мае 1946 года — старшина Логунов — военнослужащий 76-й Оршанско-Хинганской Краснознамённой дивизии конвойных войск НКВД-МВД СССР (Читинской военный гарнизон). На службе в органах внутренних дел находился с 15 ноября 1947 по 12 февраля 1967 года. Был оперуполномоченным в управлении Дальстроя, затем помощником коменданта спецкомендатуры. С 1951 года — помощник опер-уполномоченного секретариата УМГБ на Крайнем Севере (г. Магадан). Со второй половины 1950-х годов вновь на родине: служил помощником коменданта Тюменской городской спецкомендатуры 4-го спецотделения УВД Тюменского облисполкома. С 1963 года был назначен помощником начальника ИТК-1, а затем занял должность начальника ИТК города Тюмени.
Получивший только начальное образование, после войны он в 1952 году заочно окончил среднюю школу в городе Магадане, в 1958 — Лекторий международных отношений при Тюменском горкоме КПСС. 16 апреля 1961 года за успехи в службе был удостоен Почётной грамоты Тюменского горкома КПСС.
Умер 6 декабря 1968 года от тяжёлого заболевания. Похоронен в Тюмени на Червишевском кладбище. 9 ноября 2005 года в преддверии Дня милиции и в год 60-летия Победы на могиле Логунова была установлена мемориальная плита.

## Память

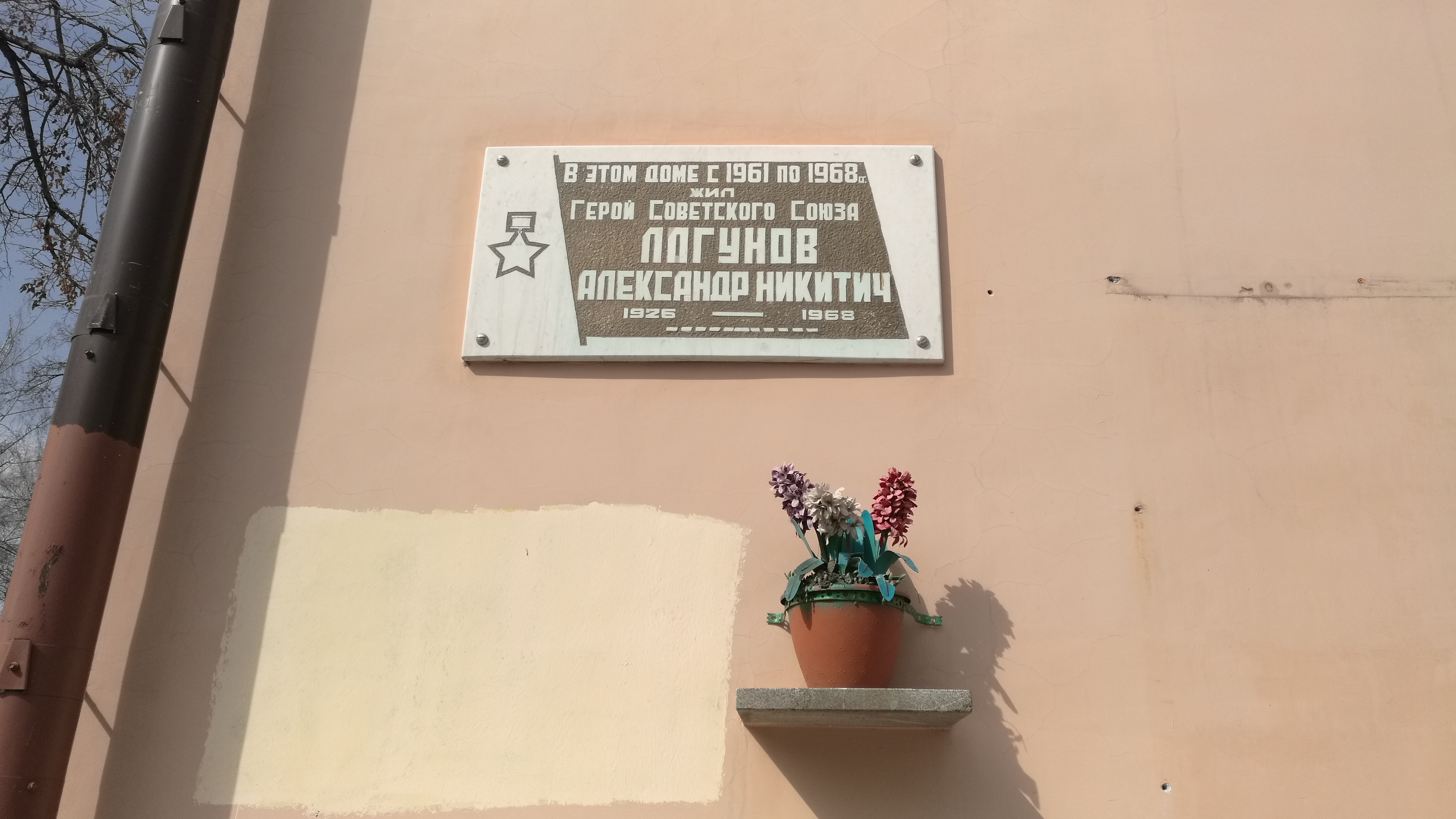
Памятная доска в Тюмени.

- Память о Герое Советского Союза майоре внутренней службы в отставке А. Н. Логунове как о воспитаннике бывшего Таллинского военно-пехотного училища свято чтят в стенах ТВВИКУ, а также во внутренних войсках МВД России как о воспитаннике 192-й стрелковой (76-й конвойной) Оршанско-Хинганской Краснознамённой дивизии.
- В Тюмени имя героя носит одна из улиц. На доме, где он жил в Тюмени (на улице Александра Логунова, д. 16 и на улице Ленина, д. 69а) установлены мемориальные доски.
- На доме, где проживала семья Логуновых, который стоит и поныне, благодаря ученикам и педагогам Дегтярёвской школы, а также членам местного совета ветеранов и сельской администрации — была установлена мемориальная доска. В апреле 2006 года по решению местной Думы именем Александра Логунова названа улица в родной деревне[2].
- В преддверии празднования 60-й годовщины Победы в колонии города Тюмени изготовлена стела, посвящённая Герою.

## Награды
- Герой Советского Союза (24.03.1945).
- Награждён орденом Ленина (24.03.1945), двумя орденами Славы 2-й (22.03.1945) и 3-й (25.12.1944) степеней, тремя медалями «За отвагу» (21.07.1944, 3.09.1944, 21.10.1944), медалями «За боевые заслуги», «За взятие Кёнигсберга» и «За взятие Будапешта», «За победу над Германией», «За победу над Японией», юбилейными медалями.